# Thermodynamisch evenwicht
Een thermodynamisch evenwicht is een toestand waarin een thermodynamisch systeem zowel een thermisch als een mechanisch evenwicht en een chemisch evenwicht bezit. De toestand van het thermodynamische evenwicht wordt bepaald door intensieve parameters (die niet van de hoeveelheid materie in het systeem afhangen), zoals druk en temperatuur. 
Kenmerkend voor deze evenwichtstoestand is dat een thermodynamische potentiaal, bijvoorbeeld de helmholtzenergie, een minimale waarde heeft; welke dat is, hangt af van de beperkingen waaraan het systeem onderhevig is. Dit streven naar een minimum is een toepassing van de tweede hoofdwet.
Hoewel de naam "evenwichtstoestand" anders doet vermoeden, wordt deze toestand niet door elk systeem dat aan zichzelf overgelaten wordt, spontaan bereikt. Veel 'chemische systemen' bereiken hun ideale evenwichtstoestand niet, omdat de chemische reactie die naar dat evenwicht zou moeten leiden de daarvoor benodigde activeringsenergie ontbeert. Dit verklaart waarom de sacharose-moleculen waaruit tafelsuiker-kristallen bestaan, niet met de zuurstof in de lucht reageren, en rustig in de suikerpot blijven zitten, hoewel de energie-inhoud van, uit geoxideerde suiker gevormd, water en kooldioxide beduidend minder is. Feitelijk bevindt een dergelijk systeem, in casu de tafelsuiker in de pot, zich in een metastabiel evenwicht: de relevante thermodynamische potentiaal bevindt zich niet in een globaal minimum maar in een lokaal minimum; er is een toestand waarin de potentiaal lager is, maar om die te bereiken moet een energiebarrière overwonnen worden die te groot is ten opzichte van de thermische energie van het systeem.

## Thermisch evenwicht
Van een toestand van thermisch evenwicht is sprake wanneer een thermodynamisch systeem op macroscopische schaal op lange termijn een constant blijvende temperatuur bezit. Nauw met de temperatuur samenhangende grootheden, zoals de druk waaraan een systeem onderhevig is, zijn dan over het algemeen ook constant. 
In het algemeen impliceert thermisch evenwicht echter geenszins dat het systeem van binnen ook uniform is; zo is een ideaal gas waarvan de snelheidsverdelingsfunctie van de moleculen gelijk is geworden aan de maxwell-boltzmann-verdeling, is in thermisch evenwicht.